# Paperman
Pour plus de détails, voir Fiche technique et Distribution.
Paperman est un court métrage d'animation américain en noir et blanc, sorti en 2012.

## Synopsis
Un employé de bureau rencontre une jeune femme dans le New York des années 1940. Découvrant qu'elle travaille dans un immeuble en face de son bureau, il tentera d'attirer son attention avec des avions en papier, mais échoue à chaque fois. Déçu, il abandonne quand tout d'un coup, ses avions en papier s'animent et vont l'aider à retrouver celle qu'il aime...

## Fiche technique
- Titre original : Paperman
- Titre français : Paperman
- Réalisation : John Kahrs
- Scénario : Clio Chiang et Kendelle Hoyer d’après une œuvre originale de Clio Chang et Kendelle Hoyer
- Direction artistique : Jeff Turley
- Animation : Patrick Osborne (supervision de l’animation), Glen Keane (création de personnages), Adam Green, Eric Goldberg, Hyrum Viril Osmond, Hyun Min Lee (animation)
- Montage : Lisa Linder
- Musique : Christophe Beck
- Production : John Lasseter, Kristina Reed
- Société de production : Walt Disney Animation Studios
- Pays d'origine : États-Unis
- Format : Noir et blanc - HDTV - 1,85:1 - Dolby Digital
- Genre : court métrage
- Durée : 6 min 30 s
- Date de sortie : 2 novembre 2012 (aux États-Unis)

## Distribution
- John Kahrs : George (voix)
- Jeff Turley : Boss (voix)
- Kari Wahlgren : Meg (voix)

## Autour du film
Kahrs a déclaré avoir eu l'idée de ce court métrage pendant qu'il était animateur aux Blue Sky Studios.
Pour décrire le style d'animation, qui fut créé avec le logiciel Meander développé par l'ingénieur de Disney software Brian Whited, Kahrs dit : « On a assemblé du mieux qu'on a pu l'expressivité du dessin en 2D immergée dans la stabilité et la dimensionnalité de l'image de synthèse. Ça remonte à quand je travaillais avec Glen Keane sur Raiponce, et que je le regardais dessiner sur toutes les images. »
La technique, appelée final line advection, permet aux artistes et animateurs beaucoup plus de contrôle sur le produit final que tout est fait dans le même département : « Dans Paperman, nous n'avons pas de département de tissu et nous n'avons pas de département coiffure. Ici, les plis du tissu, des silhouettes et des cheveux, etc. viennent du design qui découle du processus du dessin en 2D. Nos animateurs peuvent changer les choses, en fait effacer la sous-couche en image de synthèse s'ils le veulent, et modifier le profil d'un bras. Et ils peuvent concevoir tous les tissus à la façon de Milt Kahl, s'ils veulent. »

## Sortie
Le film a été présenté en première au festival international du film d'animation d'Annecy en juin 2012. Il est sorti en salles le 2 novembre 2012 aux États-Unis, en première partie de programme de Les Mondes de Ralph. Le court-métrage complet a été déposé sur YouTube le 30 janvier 2013 par les Walt Disney Animation Studios.

## Récompenses et nominations
Les avions de papier a été récompensé dans la catégorie meilleur court métrage d'animation lors de la 85e cérémonie des Oscars.